# キンディオ県
キンディオ県（キンディオけん、スペイン語: Departamento del Quindío）は、コロンビアの中西部に位置する県。県都はアルメニアで、県内をアンデス山脈が横切っている。同国のコーヒー産業の中心の1つであり、近県とともに「コロンビアのコーヒー産地の文化的景観」として世界文化遺産に登録されている。品質の良いコーヒープランテーションや、色とりどりの建築物、温和な気候、宿泊施設や観光名所の多様性などで有名。コロンビアでは面積が2番目に狭い県である。

## 地理
北はリサラルダ県と、南と東はトリーマ県と、そして西はバジェ・デル・カウカ県と隣接する
最高点はリサラルダ県・トリーマ県との3県境となるNevado del Quindíoの山頂で5,150 mであり、カウカ川の支流でバジェ・デル・カウカ県との県境をなすラ・ビエハ川の河岸から4,000 mほどの高低差がある。県都アルメニアの標高はおおよそ1,400 mである。

## 歴史
先コロンブス時代には、この地方には、現在のコロンビアに相当する領域で美術的、文化的表現力が最も豊かな先住民グループ（Pijao）の一つキンバージャ族が暮らしていた。
コロンビア国内の東のアマゾン地域と西の太平洋岸地域の中間地帯にあるこの地方は、その時代の人々にとっては交通の要衝として必要不可欠な地域であった。19世紀に、アンティオキアの植民地化と呼ばれた経済進出が、ビエッホ・カルダスとよばれた地域やトリーマ北部、バジェ北部などの地域に到着し、これらの地域に多くの集落が現われはじめ、その中には都市へと変貌するものもあり、たとえば、1889年10月14日にはアルメニアが創設されている。また、この経済植民化の過程において県内の自治体の大半が建設された。
植民地時代から共和国の初期の時代にかけて、キンディオ地域はポパジャン州（Provincia de Popayán）に含まれていた。これは1857年からはカウカ連邦州（Estado Federal del Cauca）、そして1886年にはカウカ県となった。。一方で1905年にアンティオキア県南部とカウカ県の一部を合わせて旧カルダス県が創設された。キンディオ地域はここに含まれていなかったが、住民たちは旧カルダス県への併合を求めるデモ行動を行い、その結果1908年8月31日に認められた。
コーヒー栽培とコーヒーブームがこの地域に急速な経済発展と人口増加をもたらしたことで、アルメニアはこの地域における商業の一大中心地へと変貌し、指導者層の人々は県の創設を求めるようになった。最終的にシルビオ・カバージョスとアンシサル・ロペスの2人の国会議員による交渉が功を奏し、ギジェルモ・レオン・バレンシア政権時代の1966年1月19日にこの請求は認められ、同年7月1日県として設立された。初代県知事にはアンシサル・ロペス・ロペスが就任した。

## 行政区画
| 自治体 | 地図 |
| --- | ---- |
| 1. アルメニア（Armenia） 2. ブエナビスタ（Buenavista） 3. カラルカー（Calarcá） 4. シルカシア（Circasia） 5. コルドバ（Córdoba） 6. フィランディア（Filandia） 7. ヘノバ（Génova） 8. ラ・テバイダ（La Tebaida） 9. モンテネグロ（Montenegro） 10. ピハーオ（Pijao） 11. キンバージャ（Quimbaya） 12. サレント（Salento） |      |